# Atlantic (type reddingboot KNRM)

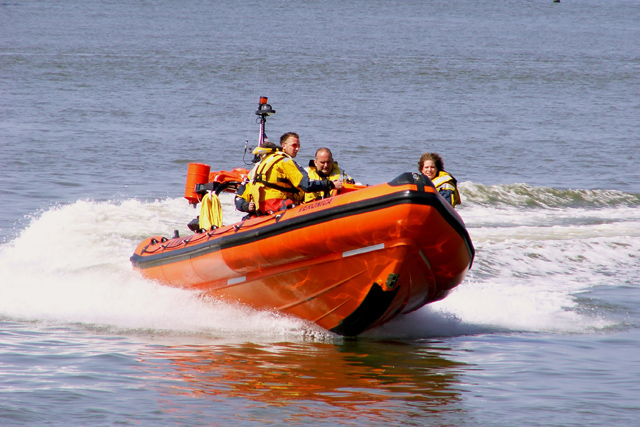
De reddingboot Veronica in haar element

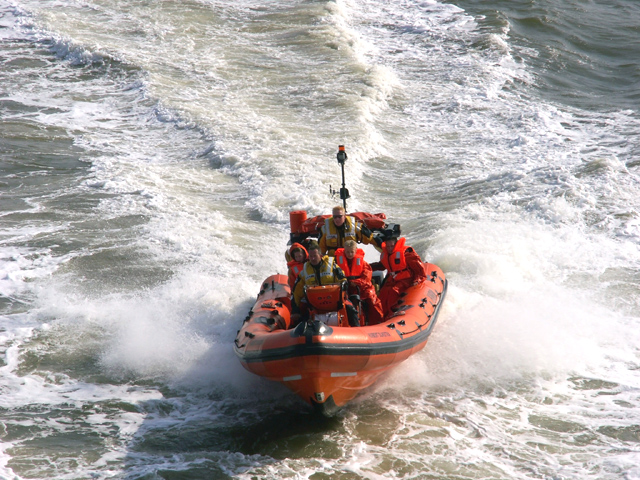
De Huibert Dijkstra bij het strand van Vlieland

De Atlantic is een type zogenaamde RIB-reddingboot van de Koninklijke Nederlandse Redding Maatschappij (KNRM). De naam Atlantic is afgeleid van het 'Atlantic College' in Wales, waar het rigid inflatable B class type werd ontwikkeld.

## Specificaties
| Lengte             | 7,5 meter  |
| Breedte            | 2,64 meter |
| Diepgang           | 0,7 meter  |
| Vermogen           | 2 * 75 pk  |
| Snelheid           | 30 knopen  |
| Gereddencapaciteit | 15         |
| Bemanning          | 3          |

## Boten in de serie
| Naam                   | Thuishaven                        | Jaar indienststelling |
| ---------------------- | --------------------------------- | --------------------- |
| Narwal                 | Hindeloopen                       | 2000                  |
| Willemtje              | Urk                               | 2003                  |
| Maria Hofker           | Nes (Ameland)                     | 2004                  |
| Edzard Jacob           | Schiermonnikoog                   | 2004                  |
| Hendrik Jacob          | Marken                            | 2004                  |
| Huibert Dijkstra       | Vlieland                          | 2004                  |
| Koen Oberman           | Callantsoog                       | 2005                  |
| Francine Kroesen       | Oudeschild                        | 2005                  |
| Griend                 | Ouddorp-Binnen                    | 2006                  |
| Palace Noordwijk       | Lauwersoog                        | 2006                  |
| Veronica               | Harlingen                         | 2007                  |
| Neeltje Struijs        | Stellendam                        | 2007                  |
| Baron van Lynden       | Ouddorp-Buiten                    | 2008                  |
| Dolfijn                | Petten                            | 2008                  |
| Maria Paula            | reserve                           | 2006                  |
| Engelina               | reserve                           | 2007                  |
| Corry Dijkstra-van Elk | Enkhuizen                         | 2007                  |
| Hendrika Theodora      | Vervangende boot voor de 'Narwal' | 2008                  |
| Hendrika Pieternella   | Urk                               | 2012                  |

Antje · Arie Visser · Atlantic · Avon · Float · Harder · Johannes Frederik · Nikolaas · Valentijn